# Torre Millenium
La Torre Millenium és un edifici comercial de Sabadell d'arquitectura moderna situat a l'Eix Macià, el centre econòmic de la ciutat, just entre el barri de la Creu Alta i el Parc de Catalunya. En total té 22 pisos, dels quals tots són ocupats per oficines d'empreses amb excepció d'un, on hi ha un gimnàs. El projecte és obra dels arquitectes Enric Batlle i Joan Roig i la realització, de l'empresa constructora Forcimsa. La construcció de l'edifici va començar el 1999 i es va finalitzar el 2002. El complex arquitectònic va ser fet amb un pressupost de 10.000.000 d'euros.
La Torre Millenium, amb una alçada de 90 metres, és l'edifici més alt de Sabadell i del Vallès Occidental i disposa d'una superfície de 20.183 m². El material estructural és el formigó i el sistema de la façana és de mur cortina. L'empresa valenciana Artemarmol va ser l'encarregada de proporcionar 2.500 m² de rajoles de marbre blanc perla flamejat tallat a mida, de 60x40x3 cm cada una.
L'edifici va ser desenvolupat per la promotora SACRESA. L'empresa constructora principal que va participar en l'edificació és la constructora Forcimsa, que va col·laborar amb altres companyies com l'empresa constructora de la façana Grupo Folcrá Edificación S.A., Encofrados J. Alsina S.A., Grúas Comansa o Schindler S.A.
L'obra és un disseny fet per quatre arquitectes, Enric Batlle, Joan Roig, Ricardo Sanahuja i Juan Manuel Sanahuja, en col·laboració amb Cristina Maragall, arquitecta, Lluís Roig, aparellador, Gerardo Rodríguez (STATIC), enginyer de l'estructura, Pere Iturbide (2piR), enginyer d'instal·lacions.
L'edific ha guanyat diversos premis, entre els quals cal destacar el Premi Construmat 2003 a la Innovació Tecnològica i va ser escollit Selecció Premi FAD 2004.